# ADCP

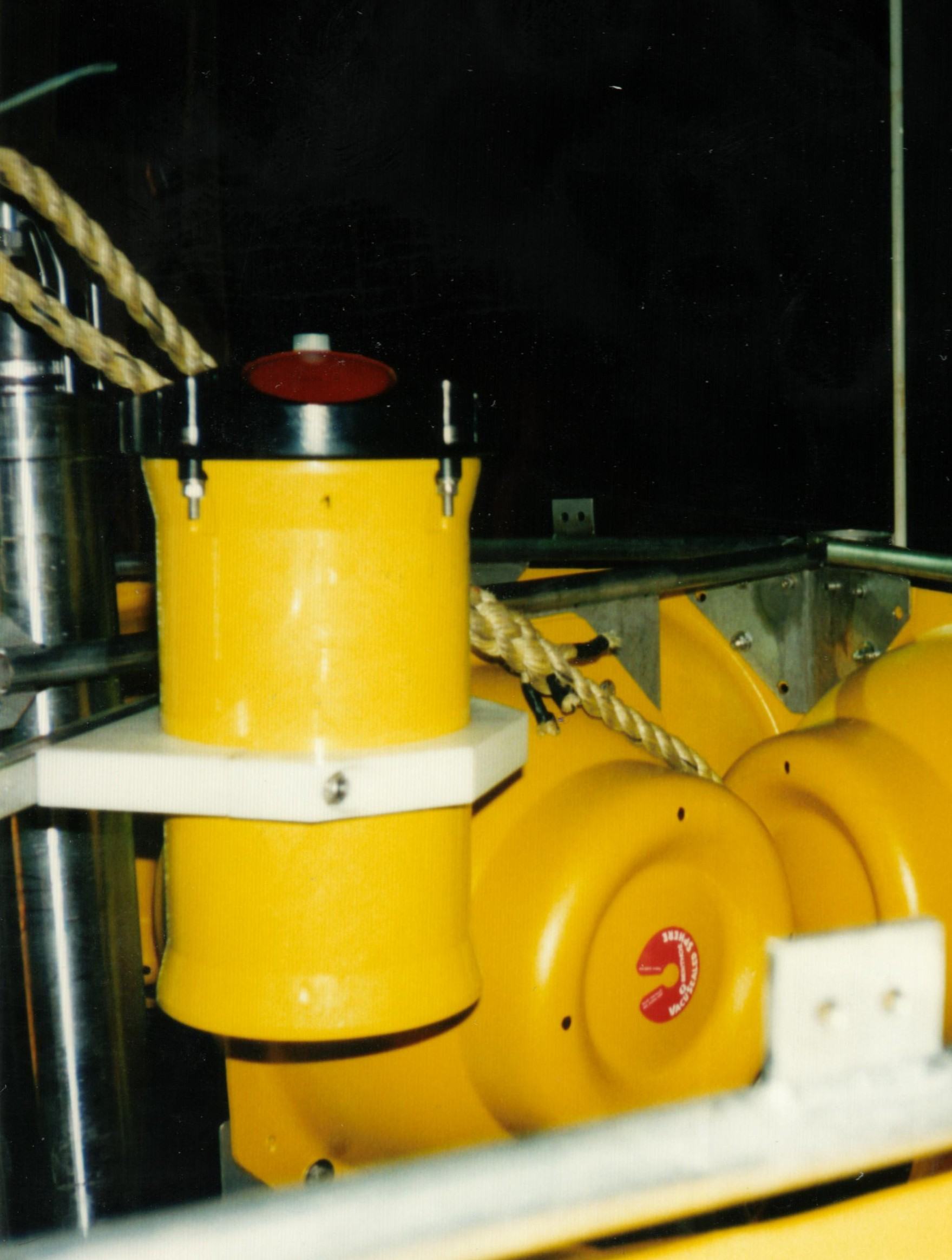

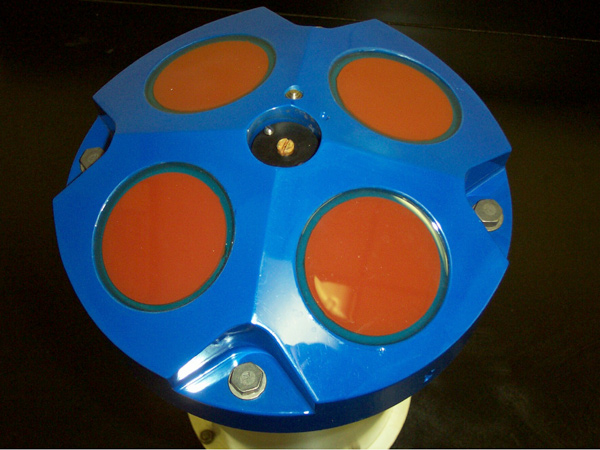

Een ADCP (Acoustic Doppler Current Profiler, akoestische dopplerstroommeter) is een soort sonar die wordt gebruikt om zeestromingen te meten tot op grote diepte.

## Gebruik
Het kan worden gebruikt om stromingspatronen te meten met behulp van varende en van zogenaamde self-contained metingen. Bij varende metingen wordt de ADCP aan een schip gemonteerd en worden lijnen gevaren, waarbij de ADCP over deze lijn stroomsnelheidprofielen meet tot aan de bodem. Bij self-contained metingen wordt de ADCP in een frame op de zeebodem geplaatst, waarbij de ADCP op deze vaste locatie stroom snelheidsprofielen meet tot aan het wateroppervlak. Het meetprincipe van de ADCP berust op het meten van de Dopplerverschuiving. Het instrument zendt een puls uit met een vaste frequentie, die gereflecteerd worden door de deeltjes in het water. Door de beweging van de deeltjes ten opzichte van de ADCP ontstaat er een frequentieverandering (Doppler shift). Deze frequentieverandering is een maat voor de snelheid van het water. Met drie bundels is het instrument in staat om stroomsnelheid en –richting te bepalen. De vierde bundel maakt mogelijk om op elke meting de fout te berekenen

## Werking
Het instrument is in staat om in een meting bijna de gehele verticaal door te meten. De verticaal wordt hierbij verdeeld in cellen (bins). De bingrootte is door de gebruiker binnen bepaalde grenzen instelbaar. Iedere uitzending van een geluidspuls levert een meting van stroomsnelheid en –richting over de verticaal. Deze meting over de gehele verticaal noemt men een ping. Het aantal pings waarover gemiddeld wordt noemt men een ensemble. De ensembleduur is variabel en afhankelijk van de tijd die de ADCP nodig heeft om de pingdata te verwerken. De ensembleduur is bijvoorbeeld afhankelijk van het aantal verstuurde pings en de diepte. Het aantal pings per ensemble is door de gebruiker instelbaar. Het aantal metingen waarover gemiddeld wordt, is samen met de bingrootte bepalend voor de nauwkeurigheid van de meting. 

### Sensoren
Een ADCP is voorzien van een aantal interne sensoren, de temperatuursensor en de bewegingssensoren - versnellingsmeters bijvoorbeeld - bestaande uit de trim- en slagzijsensoren. De temperatuursensor kan samen met de vaste pulsfrequentie en de handmatig ingevoerde saliniteit gebruikt worden voor de berekening van de geluidssnelheid. Met deze informatie is het mogelijk de uiteindelijke stroomsnelheid en stroomrichting te bepalen. Bewegingssensoren dienen om de gemeten snelheid te corrigeren voor de rotatie om de lichaams-assen.
Als het instrument varend wordt gebruikt, zal de stroomsnelheid en –richting worden gemeten ten opzichte van het schip. Het instrument zendt twee typen pulsen uit met een vaste frequentie. Korte pulsen gebruikt het instrument voor het meten van de watersnelheid en richting en lange pulsen gebruikt het instrument voor het meten van de verplaatsing van het instrument ten opzichte van de bodem (bottom-track). De bottom-track wordt gebruikt om de absolute stroomsnelheid en –richting te bepalen. Naast de mogelijkheid van bottom-tracking biedt de software de mogelijkheid externe navigatie-informatie zoals DGPS en LRK te gebruiken. Het meetbereik van het instrument wordt naast de frequentie (hoe hoger de frequentie, hoe kleiner het meetbereik) hoofdzakelijk bepaald door de volgende factoren: de zijlobben, absorptie van het geluid, verlies door divergentie van de bundel en het vermogen van de geluidsbron.

### Opstelling
De transducers van de ADCP bevinden zich in een JANUS configuratie onder een hoek van 20 a 30 graden met de verticale as. De transducer produceert het geluidssignaal en ontvangt tevens de echo. Voor een zo groot mogelijke nauwkeurigheid is een smalle, zo min mogelijk divergerende, geluidsbundel nodig. Het ontstaan van zijlobben is een eigenschap van de transducer. De hoofdlob bevindt zich in het centrum van de transducer en bevat de meeste energie. De zijlobben die de metingen met de ADCP het meest verstoren liggen meer dan 15 graden van de hoofdlob af. 
Absorptie van het geluid wordt bepaald door chemische en fysische reacties in het water en geeft een lineaire afname van de echo amplitude. Divergentie van de bundel veroorzaakt een afname van de intensiteit van de drukgolf. Naarmate de reflecterende laag verder van de transducer verwijderd is, zal het verlies groter worden. Dit verlies wordt gedeeltelijk gecompenseerd door de toename van het totale aantal reflecties uit de reflecterende laag. De energievoorziening van een ADCP kan bestaan uit een netvoeding of een batterijvoeding. Het vermogen of intensiteit van de geluidsbron wordt bepaald door het type voeding van de ADCP.